# Сірі вовки

Логотип «Сірих вовків» з Асеною.

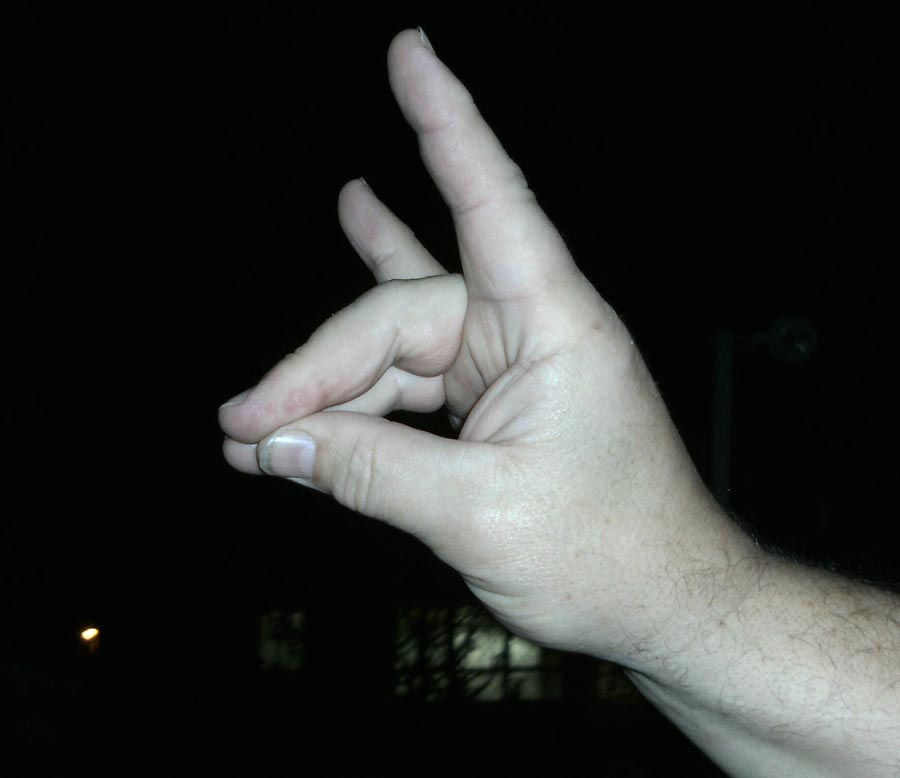
Знак «Сірих вовків»

Сі́рі вовки́ (тур. Bozkurtlar, офіційна самоназва тур. Ülkü Ocakları турецька: [ylcy odʒakɫaɾɯ] — Клуби/Вогнища ідеалістів) — турецька ультраправа ультранаціоналістична молодіжна організація. Створена в кінці 1960-х років з ініціативи полковника Алпарслан Тюркеша під патронажем Партії націоналістичного руху (MHP), з якою іноді ототожнюється. За іншими версіями, існувала з 1948. Є найрадикальнішим крилом MHP, дотримується ідеології пантюркізму і неофашизму. Активно брала участь у політичному насильстві 1970-х років, діяла в рамках міжнародної антикомуністичної системи Гладіо. Бойовики організації звинувачувалися у низці вбивств і терористичних актів, у тому числі в замаху на Папу Римського Івана Павла II. З 1990-х років переключилася на боротьбу з курдським сепаратистським рухом і етноконфесійними меншинами. З початку 2000-х перебуває в опозиції ісламістської партії Ердогана. По смерті Тюркеша очолюється його наступником Девлетом Бахчелі.

## Ідеологія
Назва та символіка організації мають походження від тюркської міфології, в якій вовк (Асена) є символом доблесті і честі. . Підкреслюється прихильність ідеалістичного світорозуміння. Націоналізм і пантюркізм поставлені в ідейні пріоритети, метою боротьби названо створення Великого Турана на основі турецької національної традиції, культури і суспільного укладу.
У даній концепції є расистські риси, тези про перевагу тюркської раси і турецької нації. У той же час турком проголошується кожен, хто поділяє національні цінності і відповідний світогляд.
Мусульманське віросповідання є умовою членства в організації, але воно не переходить в ісламізм, оскільки етнокультурний фактор ставиться вище релігійного.
Як супротивники названі тоталітарні ідеології, причому не тільки комунізм, а й фашизм. Останнє виглядає парадоксально, враховуючи відверто неофашистський характер доктрини «Сірих вовків». Акцентована також ворожість до капіталізму як матеріалістичній системі і імперіалізму, що загрожує турецькій незалежності.
Риси, що характеризують «Сірих вовків» — надія на насильство як універсальний метод досягнення мети й культ жертовності в боротьбі.
Все це відбито в «Клятві ідеаліста», якою присягає кожен, хто вступає в організацію:

Allah'a, Kur'an'a, Vatana, Bayrağa yemin olsun.
Şehitlerim, Gazilerim emin olsun
Ülkücü Türk Gençliği olarak, Komünizme, Kapitalizme, Faşizme ve her türlü emperyalizme karşı mücadelemiz sürecektir.
Mücadelemiz son nefer, son nefes, son damla kana kadardır.
Mücadelemiz milliyetçi Türkiye'ye, Turan'a kadardır.
Ülkücü Türk Gençliği olarak, Yılmayacağız, Yıkılmayacağız, Başaracağız, Başaracağız, Başaracağız.
Allah Türk'ü Korusun ve Yüceltsin.
Amin.

Клянуся Аллахом, Кораном, Батьківщиною і її прапором. Мученики і бійці можуть бути впевнені: ідеалістична молодь Туреччини буде до останньої людини, до останнього подиху, до останньої краплі крові боротися проти комунізму, капіталізму, фашизму та всіх видів імперіалізму. Наша боротьба буде продовжуватися, поки національна Туреччина не створить Великий Туран. Ми ніколи не відступимо. Ми переможемо. Хай береже Аллах турків і звеличить їх. Амінь.

## Заснування і розвиток
У лютому 1969 лідер турецьких ультраправих націоналістів полковник Алпарслан Тюркеш перетворив консервативну Республіканську селянську національну партію у праворадикальну Партію націоналістичного руху (MHP). Нова партія структурувалася за зразками італійського фашизму і німецького нацизму. Це передбачало створення воєнізованого крила за типом чорносорочечників і штурмовиків.

Тюркеш сформував мережу молодіжних груп, які отримали назву «Ідеалістичні вогнища», але стали відомі як «Сірі вовки». Понад 100 диверсійних таборів, розкиданих по всій Анатолії, вели військове і ідеологічне навчання молодих націоналістів.

Кадри для молодіжного воєнізованого крила рекрутувалися партією Тюркеша в основному з двох соціальних груп — ідеологічно мотивованого студентства й люмпенізованих вихідців з анатолійських сіл, які мігрували в Стамбул і Анкару.. У цьому середовищі ідеї крайнього націоналізму і неофашизму зустрічали найбільший відгук. Протягом десятиліття була відбудована вертикальна структура, організована по військовому зразку, непідконтрольна офіційній владі і підпорядкована особисто Алпарслану Тюркешу.

## Тероризм 1970-х
Друга половина 1970-х років пройшла в Туреччині під знаком великомасштабного політичного насильства. Ультраправі, ультраліві та державні силові структури фактично вели одне з одним громадянську війну малої інтенсивності, що нагадувала Свинцеві сімдесяті в Італії. У 1976—1980 у вуличних зіткненнях і терактах загинули понад 5000 осіб.. «Сірі вовки» брали в цих подіях найактивнішу участь.
Вважається, що структури полковника Тюркеша діяли в межах оперативної системи «Контргерілья», яка своєю чергою була турецьким підрозділом міжнародної антикомуністичної системи Гладіо. Найвідомішими бойовими оперативниками «Сірих вовків» були Абдулла Чатли і Халук Кирджі.
Найбільшими актами насильства за участю «Сірих вовків» вважаються:
- Різанина на площі Таксим 1 травня 1977 — напад на першотравневу демонстрацію в Стамбулі, понад 30 загиблих; причетність «Сірих вовків» формально не встановлена, але розглядається як вельми ймовірна[15][16].
- Різанина на площі Беязит 16 березня 1978 — збройний напад на лівих студентів Стамбульського університету, 7 убитих[17].
- Бахчелієвлерська різанина 9 жовтня 1978 — вбивство в Анкарі 7 студентів, що перебували у лавах про-комуністичної Робітничої партії[18].
- Різанина у Кахраманмараші 19-26 грудня 1978 — зіткнення ультраправих з лівими алевітами, що призвели до загибелі понад 100 осіб[19].
- Великий резонанс викликало вбивство редактора ліволіберальної газети Milliyet Абді Іпекчі 1 лютого 1979[20]

Вважається, що за вказаний період «Сірі вовки» втратили убитими близько 1,3 тисячі осіб, їх супротивники — 2,1 тисячі.

## Переворот 1980. Зарубіжна діяльність
12 вересня 1980 року командування збройних сил Туреччини на чолі з генералом Кенаном Евреном вчинила державний переворот. Встановлений військовий режим мав правонаціоналістичний характер, близький до ідеології MHP і «Сірих вовків», але жорстко придушував політичний екстремізм як лівого, так і правого спрямування.
MHP і «Сірих вовків» заборонили, багато лідерів і активістів, починаючи з Алпарслан Тюркеша, опинилися у в'язниці або втекли з Туреччини. Відбувся судовий процес, у ході якого документально доведено скоєні «Сірими вовками» вбивства 594 осіб (зокрема, профспілкового лідера, члена Всесвітньої ради миру К. Тюрклера, письменників У. Кафтанджіоглу та Д. Тютенгіля).
«Сірі вовки», що залишилися на волі, мусили перенести основну діяльність за межі Туреччини. Особливо сильний вплив вони мали серед турецьких робітників, які проживають в Австрії і ФРН. Оперативні бази організації були створені також у Франції і Швейцарії. Поступово організаційна мережа «Сірих вовків» поширилася на Нідерланди та Бельгію. У 1982 відбувся оперативний контакт Абдулли Чатли з лідером радикальних італійських неофашистів Стефано Делле Кьяйе.
Найбільш резонансною акцією став замах на Папу Римського Івана Павла II, вчинений Мехмет Алі Агджа (вбивця Абді Іпекчі) 13 травня 1981. . Спільником Агджі вважався інший видатний активіст «Сірих вовків» Орал Челік.
Абдулла Чатли, перебуваючи у Франції, планував теракти проти вірменської АСАЛА. Він організував також вибух пам'ятника жертвам геноциду вірмен в передмісті Парижа 3 травня 1984.
18 червня 1988 року бойовик «Сірих вовків» Картал Деміраг здійснив невдалу спробу замаху на прем'єр-міністра Туреччини Тургута Озала — за його політику нормалізації відносин з Грецією, яку націоналісти вважали «національною зрадою».

## Активність після відновлення
З другої половини 1980-х йшов процес релегалізації Партії націоналістичного руху. У 1993 партія повернула колишню назву і відновила діяльність у повному обсязі. Відновилася і молодіжна воєнізована організація націоналістів.
Складним для «Сірих вовків» став період осінь 1996 — весна 1997. 3 листопада 1996 у Сусурлук загинув в автокатастрофі Абдулла Чатли, найавторитетніший і найпопулярніший член організації. Оскільки разом з Чатли, які перебували в розшуку за тероризм і наркобізнес, у момент загибелі перебувала не тільки подруга, але й поліцейський чин з депутатом парламенту, вибухнув великий політичний скандал.
4 квітня 1997 помер Алпарслан Тюркеш. Втрата безперечного лідера дестабілізувала партію і молодіжну організацію. Виник конфлікт між прихильниками Їлдирима Тугрул Тюркеша-молодшого і Девлета Бахчелі. Головою обрали Бахчелі, але йому був потрібен час, щоб утвердити свою авторитарне керівництво.

### 1990-ті
Дезактуалізація комуністичної загрози в 1990-х вивела на перший план у діях «Сірих вовків» протистояння курдському сепаратистському руху і «антитурецьким проявам» національних та конфесійних меншин. У березні 1995 «Сірі вовки» брали участь у зіткненнях з алевітами в Стамбулі. У травні 1998 зробили серію нападів і вбивств лівих і курдських активістів.
6 липня 1996 в кіпрській столиці Нікосії пострілом в голову був убитий журналіст Кутлу Адали. 11 серпня 1996 «Сірі вовки» напали на демонстрацію протесту на Кіпрі, внаслідок чого 1 демонстранта (Tasos Isaac) вбито й понад 40 поранено і травмовано.

### 2000-ні
Протягом 2002—2005 років зафіксовано ряд акцій «Сірих вовків» антикурдського, антивірменського і антигрецького характеру. У листопаді 2006 «Сірі вовки» протестували проти візиту до Туреччини Папи Римського Бенедикта XVI.

### 2010-ті
9 листопада 2010 року в зіткненні між турецькими і курдськими націоналістами загинув студент Хасан Шимшек, активіст «Сірих вовків». Його похорони вилилися в потужну демонстрацію ультраправих, з промовою виступив Девлет Бахчелі.
Восени 2011 року поліція Анкари провела велику операцію проти «Сірих вовків». Тридцять шість осіб затримали, вилучили багато зброї.
24 квітня 2012 «Сірі вовки» влаштували на стамбульській площі Таксим акцію протесту проти відзначення річниці геноциду вірмен. У жовтні 2013 року потужна протестна кампанія була спрямована проти переговорів з курдськими сепаратистами. У липні 2014 націоналістична молодь влаштувала безлад в Кахраманмараш — приводом послужила присутність біженців від Громадянської війни в Сирії. У жовтні 2014 року сталися нові кровопролитні зіткнення між курдами, «Сірими вовками» і поліцією.
24 листопада 2015 року турецькі ВПС збили Су-24 ВКС РФ. Катапультований екіпаж обстріляли з землі повстанці, що зараховували себе до Бозкуру, в результаті командир екіпажу загинув. Відповідальність за вбивство на себе взяв член Бозкурт Альпарслан Челік.

## В опозиції до ісламістів
З 2002 при владі в Туреччині є ісламістська Партія справедливості і розвитку на чолі з Реджепом Таїпом Ердоганом. MHP і «Сірі вовки» знаходяться в опозиції, оскільки прихильні секуляризму Ататюрка, не згодні з соціально-економічної та міжнародною політикою Ердогана. Девлет Бахчелі прямо погрожував прем'єру вуличним насильством. Між Бахчелі і Ердоганом виникла різка полеміка, причому з боку лідера націоналістів звучали відверті погрози на адресу прем'єр-міністра і його партії. У відповідь Ердоган нагадав про терористичну історію «Сірих вовків».

Девлет Бахчелі: Пане Ердоган, приходьте на площу Таксим з десятьма тисячами ваших бійців, і я прийду з тисячею моїх «Сірих вовків». Ви будете без оглядки бігти до Касимпаша.
Реджеп Таїп Ердоган: Ви ходите з сірими вовками, пан Бахчелі? А я — з благородними людськими істотами. Наша молодь не скоювала тих злочинів, якими сповнене ваше минуле.

## Пантюркистська експансія
Ідеологія пантюркізму спонукає «Сірих вовків» до активної експансії за межами Туреччини. Організація підтримує тісні зв'язки не лише з турецькими діаспорами в Європі і з Північним Кіпром, але і з уйгурським сепаратистським рухом в КНР.
Після розпаду СРСР відзначається активне проникнення «Сірих вовків» в Азербайджан, де створено відділення структури під керівництвом міністра внутрішніх справ у 1992—1993 Іскандера Гамідова. Близько 200 турецьких активістів брали участь на азербайджанській стороні у війні з Вірменією. У 1995 «Сірих вовків» заборонили в Азербайджані за причетність до заколоту проти Гейдара Алієва.
Фіксувалися епізоди участі «Сірих вовків» у бойових діях на боці чеченських повстанців.